# Lista de invenções e descobertas italianas

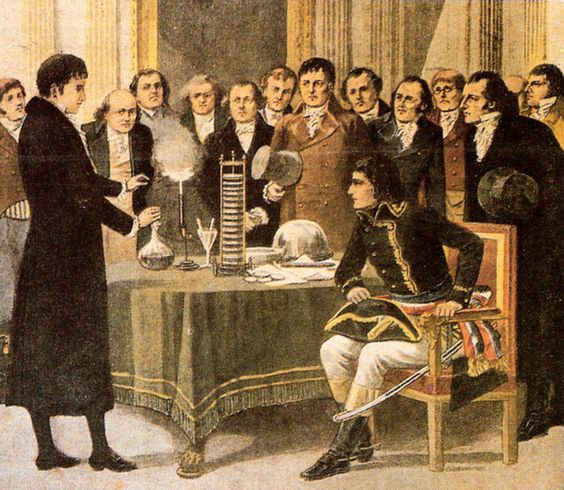
A pilha voltaica é apresentada por Alessandro Volta para Napoleone Buonaparte.

Leonardo escreveu estudos aerodinâmicos em seu caderno, eventualmente nomeado Codex sobre o voo dos pássaros

Os italianos, vivendo na península itálica ou no exterior, tem sido ao longo da história fonte de importantes invenções e inovações nos campos da escrita, calendário, Engenharia mecânica e civil, notação musical, observação celestial, perspectiva, guerra, comunicação a longa distância, armazenamento e produção de energia, medicina moderna, polimerização e tecnologia da informação.
Italianos também contribuíram na teorização da lei civil, método científico (particularmente nos campos da física e astronomia), Método das partidas dobradas, álgebra matemática Análise matemática, mecânica clássica e celestial.
As seguintes invenções e descobertas foram feitas por povos itálicos, por indivíduos etnicamente italianos(tanto os que viveram antes da unificação italiana, quanto antes ou fora da Itália pós unificação). Devido a natureza complexa das mais recentes invenções e descobertas, muitas delas foram feitas por equipes multinacionais, nesses casos, a presença de contribuição italiana será incluída mas ressaltando a natureza multinacional do feito. Outras tiveram descobertas concomitantes por pessoas diferentes ou são contestadas, igualmente serão sinalizadas como tal. Criações superlativas também são incluídas.

## Artes e entretenimento
- Balé:inventado e apresentado pela primeira vez em Florença durante o Renascimento italiano[38]
- Italo dance um estilo de música popular na década de 1970-1980
- Italo disco um estilo de música popular na década de 1980
- Italo House um estilo de música popular no final dos anos 80
- Travelling, método para mover uma câmera em um carrinho, em direção ou longe do assunto a ser filmado ou televisionado. Giovanni Pastrone usou este método pela primeira vez em 1914
- Doppio Borgato, um instrumento musical que é uma variação do piano[39]
- Festival de cinema Fundado como Esposizione d'Arte Cinematografica, o Festival de Cinema de Veneza foi fundado em 1932.[40]
- Ocarina, instrumento musical inventado por Giuseppe Donati
- Ópera, a primeira composição de ópera foi Dafne escrita por volta de 1597 por Jacopo Peri
- Teatro de ópera, o primeiro teatro de ópera público foi o "Teatro San Cassiano", inaugurado em Veneza em 1637, em funcionamento até 1800.[41]
- Perspectiva: A perspectiva linear foi inventada pela primeira vez pelo arquiteto renascentista Filippo Brunelleschi, em Florença, que criou um sistema que ajudava a mostrar como os objetos diminuem de tamanho de acordo com sua distância do olho.[42]
- Piano: instrumento musical inventado por Bartolomeo Cristofori em 1709.
- Violino: o nome do inventor é desconhecido, mas o instrumento apareceu na Itália renascentista.
- Violoncelo[43]
- Mandolim
- Lutina
- Viola organista[44]

## Arquitetura e engenharia civil

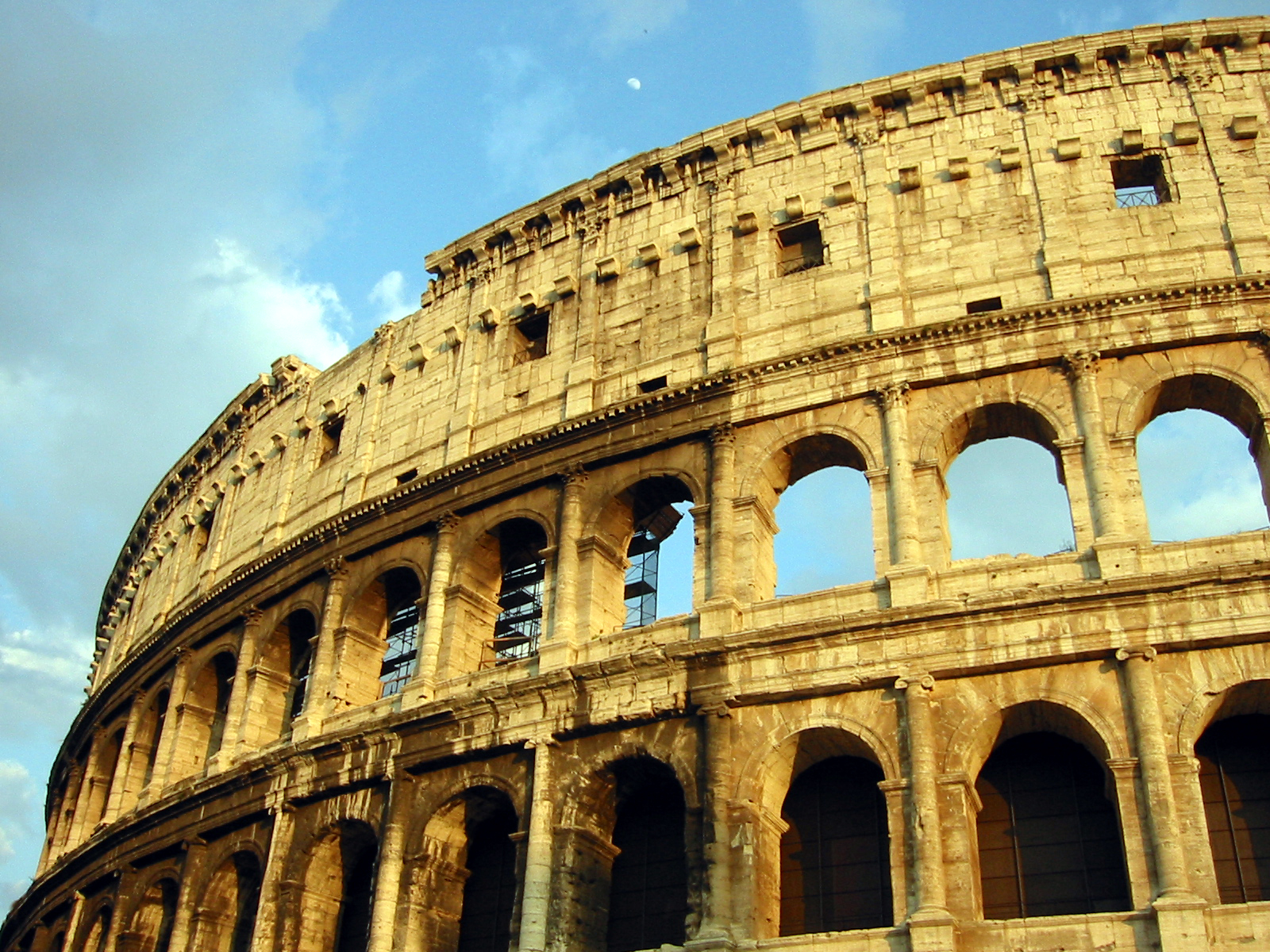
Coliseu

- Palladianismo: é um estilo arquitetônico derivado da obra prática e teórica do arquiteto italiano Andrea Palladio (1508-1580) da República de Veneza.[45]
- Arquitetura maneirista: é um estilo arquitetônico italiano do fim do renascimento.[46]
- Arquitetura do Renascimento: surgiu primeiramente em Florença na Itália, depois se espalhando pelo resto da Itália e Europa. Filippo Brunelleschi é considerado o primeiro arquiteto deste estilo.[47]
- Arquitetura barroca: surgida na Itália no século XVI.[48]
- Panteão: antigo templo romano, que permanece até hoje como a maior cúpula de concreto não reforçado do mundo.[49]
- Opus caementicium: ou cimento romano[50]
- Pérgula: mencionada pela primeira vez em Roma por John Evelyn em 1645.[51]
- Ínsula: habitações populares da antiga Roma.[52]
- Domus: habitação das classes mais ricas de Roma.[53]
- Gabião: estrutura armada, flexível e drenante.
- Arco do triunfo, os primeiros arcos triunfais registrados foram criados no tempo da República Romana.[54]
- Coliseu:Construído em Roma no século I.[55]
- Hipocausto:Sérgio Orata foi creditado por Vitrúvio com a invenção do hipocausto,[56] embora isso não seja totalmente confirmado.[57]

## Biologia, medicina e fisiologia
- Antibióticos:[58] Vincenzo Tiberio é considerado por algumas fontes notáveis como o descobridor dos antibióticos. Por volta de 1895 o médico italiano já havia observado, reproduzido cientificamente e escrito uma pesquisa do efeito antibiótico de "produtos celulares solúveis em água" extraídos dos fungos Penicillium glaucum, Mucor mucedo e Aspergillus flavescens[24][59] e esterilizou a experimentação[60] (tanto in vitro como in vivo[61]). Não pode ser descartada a possibilidade de que suas descobertas foram um ponto de início para os posteriores avanços europeus na área.[62]
  - Ácido micofenólico, o primeiro antibiótico cristalizado derivado de fungo, descoberto por Bartolomeo Gosio, atualmente com uso antibiótico abandonado, mas usado como imunossupressor.[63][64][65][66]
  - Rifampicina:uma droga antibacteriana descoberta por uma equipe liderada pelo Prof. Piero Sensi na Lepetit Pharmaceuticals em 1957 em Milão, Itália
  - Cefalosporina: Descobertas por Giuseppe Brotzu em 1948.[67]
- Inseminação artificial, teorizada anteriormente, apenas em 1784 a primeira inseminação artificial em um animal vivíparo[68] foi oficialmente realizado e relatado pelo fisiologista italiano Lazzaro Spallanzani, resultando no nascimento de três cachorros 62 dias depois.[69]
- Método de Golgi: uma técnica de coloração microscópica realizada por Camillo Golgi. Ela ajudou no estudo de células nervosas.[70]
- Complexo de Golgi[71]
- Teste de Mingazzini[72]
- Teatro Anatômico
- Corpúsculo de Ruffini
- Corpúsculo de Pacini
- Jardim botânico: primeiro do mundo foi fundado em Pisa em 1543.[73]
- Dentaduras: as primeiras dentaduras foram desenvolvidas pelos etruscos em 700 aC[74]
- DDrna: uma classe pequenos RNAs (DDRNAs abreviados como) não codificantes revelado em um estudo por Fabrizio d'Adda di Fagagna, que tem um importante papel na ativação da Reparo de DNA, o que por sua vez, como anteriormente descoberto por F. Fagagna, na inibição da proliferação típico do envelhecimento celular.[75][76][77][78]
- Doxorrubicina, um agente de quimioterapia inventado pela Farmitalia Spa nos anos 50.[79]
- Esfíncter de Oddi: por Ruggero Oddi enquanto era estudante em 1887.[80]
- Epidemiologia: disciplina foi criada por Girolamo Fracastoro em meados do século XVI.[81]
- Veia de Giacomini
- prótese de mão robótica (implante permanente em humanos): o primeiro protótipo de uma mão artificial, poliarticulada e sensitiva foi feita na Itália, com decodificação do sinais elétricos sendo enviados do cérebro para os músculos.[82][83][84][85][86]
- Sarcoptes scabiei e sua descoberta como causador da sarna:por Giacinto Cestoni e Giovanni Cosimo Bonomo (em 1687). Bonomo também desenvolveu um método de cura:banho em antiséptico.[87]
- SARS-CoV ou coronavírus relacionado à síndrome respiratória aguda grave: uma doença infecciosa descoberta por Carlo Urbani; tendo sido infectado, ele não viveu o suficiente para ver o quão efetiva foi a sua detecção e intervenção em salvar tempo e vidas.[88]
- Serotonina: descoberta e sintetizada pelo químico e farmacologista italiano Vittorio Erspamer.[89][90]
- Célula de Sertoli
- Cisura de Rolando por Luigi Rolando[91]
- Digestão gástrica (prova científica): Edward Stevens realizou a primeira digestão in vitro. Spallanzani interpretou e provou que o processo de digestão estomacal não era simplesmente um processo mecânico, mas solução quimicamente mediada pelo suco gástrico.[92][93][94]
- Biomecânica espinal:Giovanni A. Borelli é frequentemente considerado o pai da biomecânica espinal,[95][96] tendo calculado as forças necessárias no corpo humano para atingir o equilíbrio das articulações, bem antes da publicação das leis de Newton.[96] é válido mencionar que Borelli também idealizou o que é provavelmente o primeiro rebreather.[97]
- Princípio de Dogliotti: descrito pela primeira vez por Achille Mario Dogliotti in 1933.[98]
- Glândula adrenal:Reportadas pela primeira vez por Bartolomeo Eustachi,[99] que também redescobriu o trompa de Eustáquio.
- Osso martelo: várias fontes descrevem a sua descoberta pelo anatomista e filósofo Alessandro Achillini.[100][101]
- Osso Estribo, concha nasal inferior, sino frontal e função auditória dos ossos do ouvido médico:descobertos por Giovanni Filippo Ingrassia[102]
- Trompas de Falópio:estruturas que ligam ovário ao útero, descobertas pelo anatomista Gabrielle Falópio[103]
- Ponto donatti: inventado pelo cirurgião italiano Mario Donati[104]
- Projeto Diversidade do Genoma Humano: concebido por Luigi Cavalli-Sforza no Instituto Morrison da Universidade de Stanford nos anos 1990s em colaboração com cientistas do mundo todo.[105]
- Síntese artificial de insulina(contribuição na descoberta): o italiano Roberto Crea foi parte da equipe de dez cientistas da Genentech que publicaram em 1979 a solução para insulina sintética[106]
- Mecanismo de transmissão da Malária:descoberto por Amico Bignami, colocando mosquitos como vetore.[107]
- Lipoaspiração moderna e cânula usada no processo: inventados pelos médicos italianos que são pai e filho, Arpad e Giorgio Ficher, em 1974[108]
- Neurônio espelho: esse grupo de neurônios foi descoberto por uma equipe de pesquisa italiana liderada por Giacomo Rizzolatti.[109][110][111][112]
- MS4A4A, descoberta em uma pesquisa italiana, essa molécula desempenha um papel central na comunicação entre a Célula exterminadora natural e macrófagos, controlando a difusão de tumor metastático.[113]
- Fator de crescimento neural ou NGF:uma proteína envolvida primariamente no crescimento, proliferação e sobrevivência de neurônios. Co-descoberto por Rita Levi-Montalcini e Stanley Cohen.[114]
- Octopamina, descoberta por Vittorio Erspamer.[115][116]
- Oncovírus: tipo de vírus capazes de causar cânceres. Os experimentos liderados pelo ítalo-americano Renato Dulbecco e seu grupo, demonstrando que genes de vírus de transcrição reversa são inoculados no cromossomos, podendo levar a formação de tumores.[117] Prêmio Nobel foi entregue a Renato Dulbecco, David Baltimore e Howard Temin pelo trabalho.[118]
- Projeto genoma humano: proposto em 1986 por Roberto Dulbecco para a comunidade internacional,[119] com subsequente início do projeto pelo Conselho Nacional de Pesquisa italiano.[120][121]
- Óculos: inventados na Itália em 1286, inventor desconhecido
- Herbário A primeira coleção de plantas classificadas sob métodos científicos foi estabelecida em Bolonha em 1534 por Luca Ghini[122]
- Strimvel: a primeira terapia genética com células-tronco ex-vivo para o tratamento de pacientes com uma doença muito rara chamada ADA-SCID (Imunodeficiência Combinada Grave devido à deficiência de Adenosina Desaminase). O tratamento foi desenvolvido no Instituto de Terapia Genética San Raffaele Telethon (SR-Tiget), em Milão, Itália. Strimvelis foi aprovado na Europa em 27 de maio de 2016 para o tratamento de pacientes humanos.
- Estação de quarentena, a primeira foi fundada pela República de Veneza em 1403, em uma pequena ilha na lagoa veneziana
- Termômetro médico: inventado por Sanctorius no início dos anos 1600.
- Anatomia microscópica e histologia, iniciada por Marcello Malpighi na década de 1660.
- Técnica de Bassini: para o tratamento de hérnia inguinal por Edoardo Bassini[123]
- Cirurgia piezelétrica, desenvolvida por Tomaso Vercellotti[124]
- Teste de Ortolani: criado pelo médico pediatra italiano Marino Ortolani
- Células-tronco como vetores da Terapia Gênica: Em 1992, o Dr. Claudio Bordignon, da Universidade Vita-Salute San Raffaele, em Milão; realizou o primeiro procedimento de terapia gênica usando células-tronco hematopoiéticas como vetores para liberar genes destinados a corrigir doenças hereditárias.[125]
- Estimulação transcraniana por corrente contínua (ETCC) Primeira aplicação clínica registrada por Giovanni Aldini em 1803[126][127]
- Trimprob: usado para a detecção eletromagnética de tecido canceroso foi desenvolvido em 1992 pelo engenheiro italiano Clarbruno Vedruccio.
- vacinas de Rappuoli:inovação cobrindo mais de 150 famílias de patentes que foram registradas desde os anos 1990 por Rino Rappuoli, radicalmente modificando os procedimentos de produção de vacinas que imunizaram milhões de pessoas.[128]
  - Vacinologia reversa:um novo método de fazer vacinas usando o genoma sequenciado do patógeno, iniciado por R. Rappuoli[129] e o instituto J. Craig Venter.[130] Rappuoli continuou pesquisando por técnicas mais avançadas.[131]
  - Vacina recombinante de coqueluche (1992): com edição genética e inativação do gene tóxico no cromossomo da bactéria pertussis para produzir uma molécula não tóxica em seu lugar. A resposta imune relatada era melhor comparada com as tecnologias convencionais anteriores.[132][133]
- Músculo estriado: diferenciado pela primeira vez do músculo liso por Giorgio Baglivi na sua monografia De fibra motrice. um expoente da iatrofísica, ele isolou células musculares e as estudou usando um microscópio, delineando o papel fundamental exercido pelas fibras como estrutura.
- Contração autônoma do miocárdio: Giorgio Baglivi concluiu que o músculo cardíaco tinha contração espontânea, independente de outras inervações.[134]
- Descrição clínica do edema pulmonar: realizada por Giorgio Baglivi pela primeira vez.[134] Ele também propôs pela primeira vez diplomas médicos especializados.[134]
- CAd3-ZEBOV: uma vacina experimental para o vírus Ebola pela empresa de biotecnologia ítalo-suíça Okairos sob a liderança do Doutor Riccardo Cortese, em colaboração com o Nih americano. Okairos foi depois incorporada a GlaxoSmithKline.[135][136][137]
- Trotula: um codex italiano medieval de três volumes a respeito de doenças que afetam mulheres nomeado a partir da médica e provavelmente professora universitária italiana Trotula de Salerno que escreveu o primeiro volume De curis mulierum ("Dos tratamentos para mulheres") no século XII.
- Escola médica moderna:Escola Médica Salernitana é considerada "a mais antiga escola médica da civilização moderna" e "precursora das escola médicas universitárias modernas".[138][139]
- Fator de crescimento vascular endotelial (VEGF): Napoleone Ferrara isolou e clonou o fator de crescimento vascular endotelial em 1989 enquanto trabalhava para a Genentech.[140][141][142] Ele é creditado com o responsável por desenvolver toda uma nova classe de drogas anti-VEGF para o tratamento de cânceres.
- ranibizumab: O italiano Napoleone Ferrara teve um papel de liderança no desenvolvimento do ranibizumab, uma droga designada para degeneração macular.[143]

## Economia
- Banco: o primeiro banco do mundo, o Banco de San Giorgio foi aberto em Gênova, Itália, em 1149[144][145]
- Método das partidas dobradas, inventado nas cidades-estado mercantis da Itália medieval e documentado pela primeira vez por Lucas de Burgo em Veneza . Aperfeiçoado por Amatino Mannucci no século XIV.[146]
- Giro: transferência de uma conta bancária para outra iniciada pelo pagador.
- Bolsa de valores:a primeira bolsa foi criada pela empresa italiana Northern Italian Merchants em Bruges, Bélgica, em 1309, em uma pousada chamada "Huis ter Beurze" que pertencia à família Ter Bourse (della Borsa), que eram mercadores venezianos que tinham um depósito em Bruges e realizavam transações na pousada[147][148]

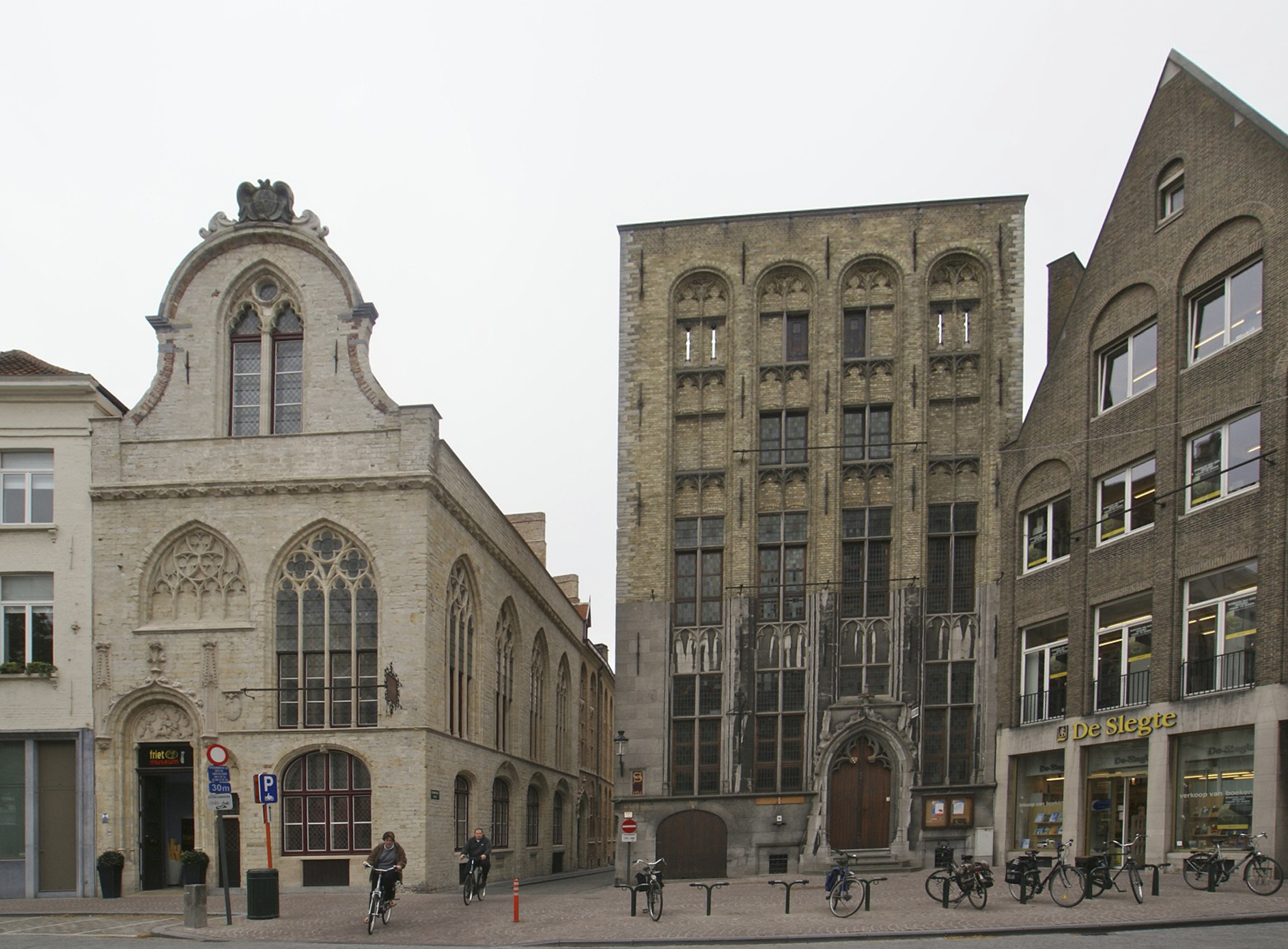
O termo bolsa é derivado do nome da pousada do século XIII chamada "Huis ter Beurze" (centro) em Bruges. Das cidades de fala holandesa dos Países Baixos, o termo 'beurs' se espalhou para outros estados europeus onde foi corrompido em 'bourse', 'borsa', 'bolsa', 'börse', etc.

- Shopping Center: O exemplo mais antigo de shopping center público foi o Mercado de Trajano na Roma Antiga, construído por volta de 100-110 dC por Apolodoro de Damasco.

## Ciências humanas
- Abordagem Reggio Emilia: método de educação
- Método Montessori: desenvolvida por Maria Montessori em 1907.
- Lei de Bem-estar Social: A mais antiga forma de lei de bem-estar foi a lex frumentaria instituída pelo tribuno Gaius Gracchus, datada de 122 aC, uma lei que ordenava que o governo de Roma fornecesse aos seus cidadãos lotes de grãos a preços baixos.
- Lei romana: base para a lei de muitos países.

## Computação e tecnologias relacionadas
- Arduino é uma empresa de hardware, software livre, projeto e comunidade de usuários que projeta e fabrica microcontroladores de placa única e kits de microcontroladores para a construção de dispositivos digitais e objetos interativos que podem detectar e controlar objetos no mundo físico. Agora está se tornando um componente essencial para a criação de robôs com inteligência artificial. Foi criada em 2003.
- Computador de mesa: o Programma 101, que alguns consideram o primeiro computador de mesa, foi projetado por uma pequena equipe liderada por Pier Giorgio Perotto da Olivetti, entre 1962 e 1964 e lançado em 1965[149][150]
- Fairchild 3708, Federico Faggin, projetou o primeiro circuito integrado comercial do mundo usando a tecnologia Silicon Gate com transistores MOSFET auto-alinhados[151]
- Hyper Search, um tipo de mecanismo de busca da Web inventado em 1997 por Massimo Marchiori, tornou o Google possível[152][153]*Computador pessoal (em um sentido amplo, não se referindo à arquitetura moderna compatível com IBM PC ), devido ao trabalho pioneiro de Pier Giorgio Perotto
- Intel 4004, projetado e construído por Federico Faggin que gravou suas iniciais "FF" em um canto do protótipo de chip como sua assinatura[151][154]

## Culinária

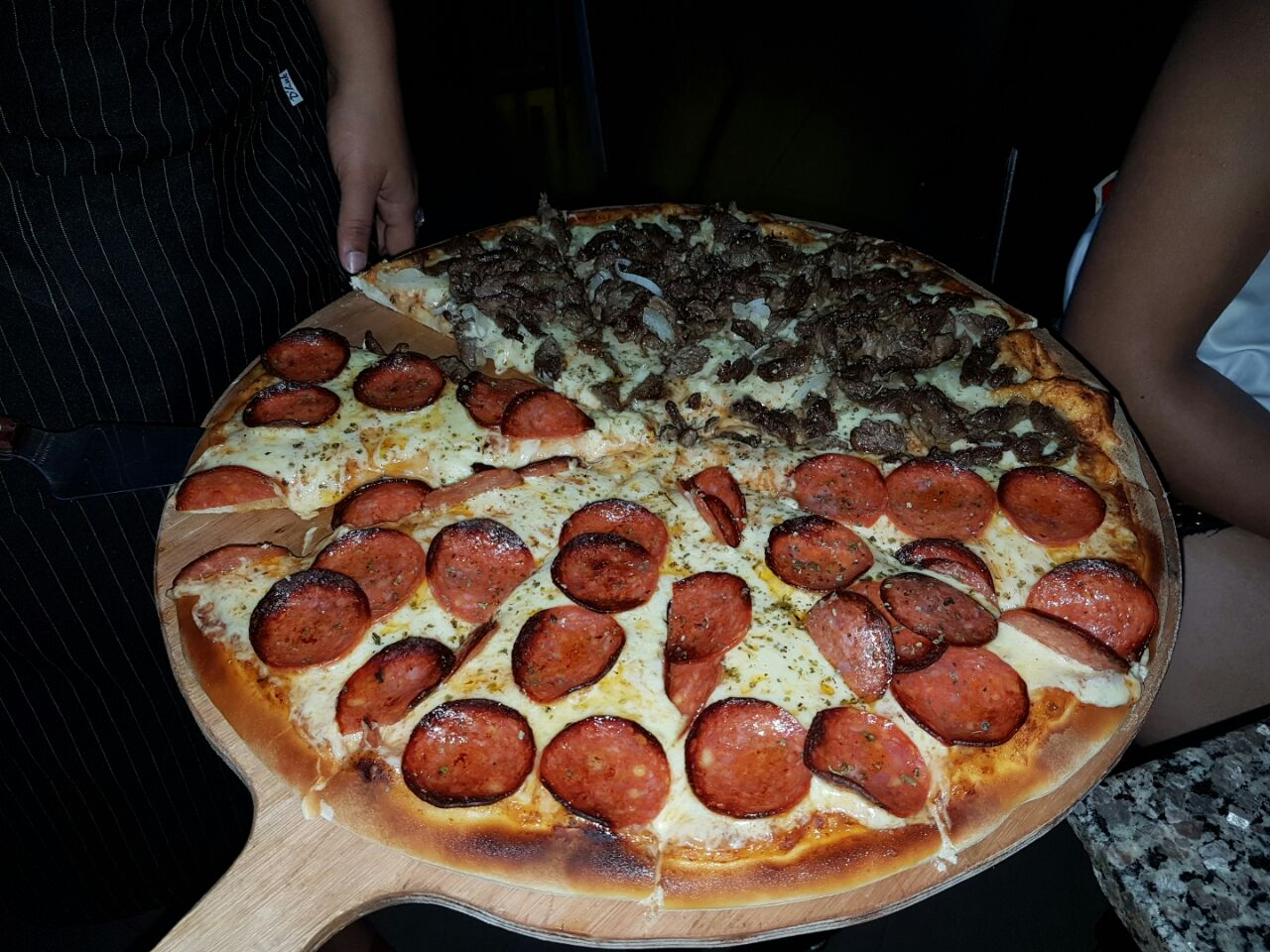
Uma pizza mezzo a mezzo (do italiano: "meio a meio"): metade de um sabor e metade de outro

- Nutella: creme feito a partir de cacau, avelãs e óleo de palma ; criado pela firma Ferrero em 1964
- Pizzaria: a primeira foi fundada em 1738 como um stand para vendedores ambulantes, a Antica Pizzeria Port'Alba foi inaugurada em 1830 em Nápoles.[155]
- Pizza:A pizza moderna foi criada em Nápoles no século XVIII ou início do século XIX.[156][157]
- Polenta:[158]
- Salame[159]
- Muitas variedades de queijo como mozzarella, parmesão, ricota, provolone e gorgonzola[160]
- Gianduja:mistura de chocolate e creme de avelã criada em Piemonte[161]
- Lasanha[157]
- Torrone[157]
- Tiramisu[157]
- Gelato[157]
- Risoto[162]
- Abobrinha zucchini[163]
- Zucchetta ou tromboncino[164]

## Matemática

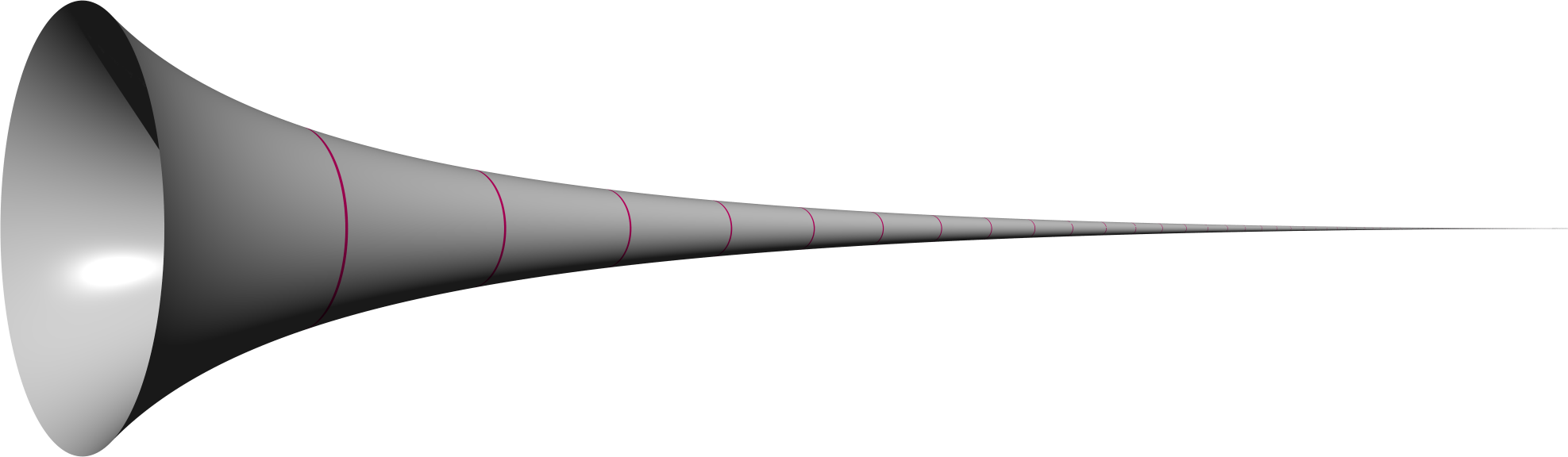
Renderização POV-Ray da Trombeta de Torricelli.

- Cálculo tensorial: inventado pelos matemáticos Gregorio Ricci-Curbastro e Tullio Levi-Civita.[165]
- Período pisano: A existência de funções periódicas na sequência de Fibonacci foi descoberta por Lagrange em 1774.[166][167]
- Regra de Ruffini: um método prático desenvolvido por Paolo Ruffini permitindo a fatoração de polinômios (sem limitação de grau).[168]
- Axiomas de Peano: postulados propostos por Giuseppe Peano[169]
- Curva de Peano[169]
- Teorema de existência de Peano[169]
- Teorema Peano kernel[169]
- Notação Peano-Russel[169]
- Teorema de Lagrange
- Análise matemática:[34] o trabalho de Evangelista Torricelli em geometria[170] e o Princípio de Cavalieri, usando infinitesimais, abriram caminho para o cálculo integral[171]
- Análise funcional:Vito Volterra é considerado o pai desse ramo da matemática.[172]
- Equação integral de Volterra
- Trombeta de Torricelli: E.Torricelli pesquisou as propriedades contraditórias de um sólido de revolução com volume finito porém com área infinita, obtido quando a curva y=1/x para x=1 v x>1 é rodado em um espaço 3D sobre o eixo x.[173] Em reconhecimento ao seu trabalho sobre geometria infinitesimal ele foi chamado de'o maior geômetra', no século em que Descartes, Cavalieri, Fermat e Huygens também viveram.[174]
- Espiral logarítmica: foi concebida e graficamente retificada por Torricelli, até o seu centro, ao qual a curva tende após infinitas revoluções.[175][176]
- Teorema de Fubini: é um resultado que fornece condições sob as quais é possível calcular uma integral dupla por meio de integrais iteradas. Descrito por Guido Fubini. Ele também é conhecido por desenvolver a Métrica Fubini-Study em 1904,[177] Eduard Study descreveu o mesmo um ano depois, em 1905.[178] Fubini abriu novos caminhos nas áreas de análise, geometria e Física matemática.[179]

## Física
- Invariância de Galileu ou relatividade de Galileu:descreve que as leis da física são as mesmas em todos os sistemas de referência inerciais, descrito por Galileu. Foi aperfeiçoado e expandido com o passar dos séculos, como é o caso da relatividade especial de Einstein.[180]
- Lei da inércia: um corpo tendo velocidade constante, manterá o seu vetor velocidade a não que uma força haja sobre ele. Definido por Galileu como movimento horizontal.[181]
- Balística: a disciplina de balística foi inicialmente estudada e desenvolvida pelo matemático italiano Niccolo Tartaglia[182]
- Movimento uniformemente acelerado: descrição correta de corpos em queda de uma altura h usando um plano inclinado por Galileu como d(distância) = k(constante)*t 2 (or d ∝ t 2) , v(velocidade) ∝ t  , v ∝ h1/2, com a massa específica dos corpos sendo irrelevantes.[183] Anteriormente, William Heytesbury descreveu as primeiras relações matemáticas do movimento com aceleração constante; Nicole Oresme e Giovanni di Casali proveram demonstração gráfica do pronunciamento de Heytesbury.[184]
- Isocronismo do pêndulo:Galileo propôs esse princípio e ilustrou um relógio mecânico usando um pêndulo,[185][186] com C. Huygens formulando o isocronismo apropriadamente[187] e sendo creditado como inventor do relógio de pêndulo. Houve controvérsia entre Vincenzo Viviani e Huygens com relação a autoria da invenção.[185][188]
- Efeito Matteucci
- Ressonância Fano: descoberta pelo físico italiano Ettore Majorana,[189] e nomeada a partir do ítalo-americano Ugo Fano, que produziu uma explicação teórica para o fenômeno.[190][191]
- Fator Fano,Ruído Fano,[192] Efeito Fano, Mecanismo Fano–Lichten,[193] Perfil Beutler-Fano[194] e Teorema de Fano:[195][196] pelo físico italiano Ugo Fano
- Antipróton: co-descoberto em 1955 por Emilio Segrè e Owen Chamberlain, ambos ganhando o prêmio Nobel.[197]
- Prisma de telhado Amici: inventado por Giovan Battista Amici[198]
- Prisma Amici inventado por Giovan Battista Amici[198]
- Anemômetro desenvolvido por Leon Battista Alberti em 1450.[199]
- Barômetro inventado por Evangelista Torricelli em 1643
- Barsanti-Matteucci: o primeiro motor de combustão interna do mundo a funcionar
- Prisma de Porro inventado por Ignácio Porro
- Termómetro de Galileu: inventado por Galileo Galilei em 1593, precursor do termômetro de mercúrio.
- Reator nuclear: primeiro reator nuclear em funcionamento foi construído por Enrico Fermi nos EUA durante o Projeto Manhattan[200]

## Química
- Bateria eletroquímica construída por Alessandro Volta em 1800.[201][202]
- Eudiômetro por Marsilio Landriani e Alessandro Volta[203]
- Vela de Antônio Meucci: feita de ácido esteárico, precursora à introdução de velas de cera de parafina.
- Nitroglicerina: sintetizada pela primeira vez por Ascanio Sobrero em 1847
- Polipropileno: descoberto por Giulio Natta, começou a ser fabricado em 1957.
- Lei de Avogadro[204]
- Destilação fracionada desenvolvida por Tadeo Alderotti no século XIII.[205]

## Transporte
- Engrenagem de válvula Caprotti, um projeto usado em muitas locomotivas a vapor
- Suspensão de Cardano: nomeada após o inventor italiano Gerolamo Cardano (1501-1576), que descreveu o dispositivo em detalhe. Este dispositivo possibilitou a navegação inercial.
- Biela: um dispositivo inventado por engenheiros romanos para transformar movimento circular em movimento linear, fundamental para os veículos modernos
- Hidrofólio, desenvolvido por Enrico Forlanini em 1900
- Autoestradas, como via de acesso controlado que liga diretamente duas cidades: Autostrada Milano - Varese em 1924.
- Eclusa: Eclusa em um canal, portões que permanecem fechados pela pressão da própria água; inventado por Leonardo da Vinci e ainda hoje usado em todos os canais do mundo, como o Canal do Panamá.

## Inovações militares

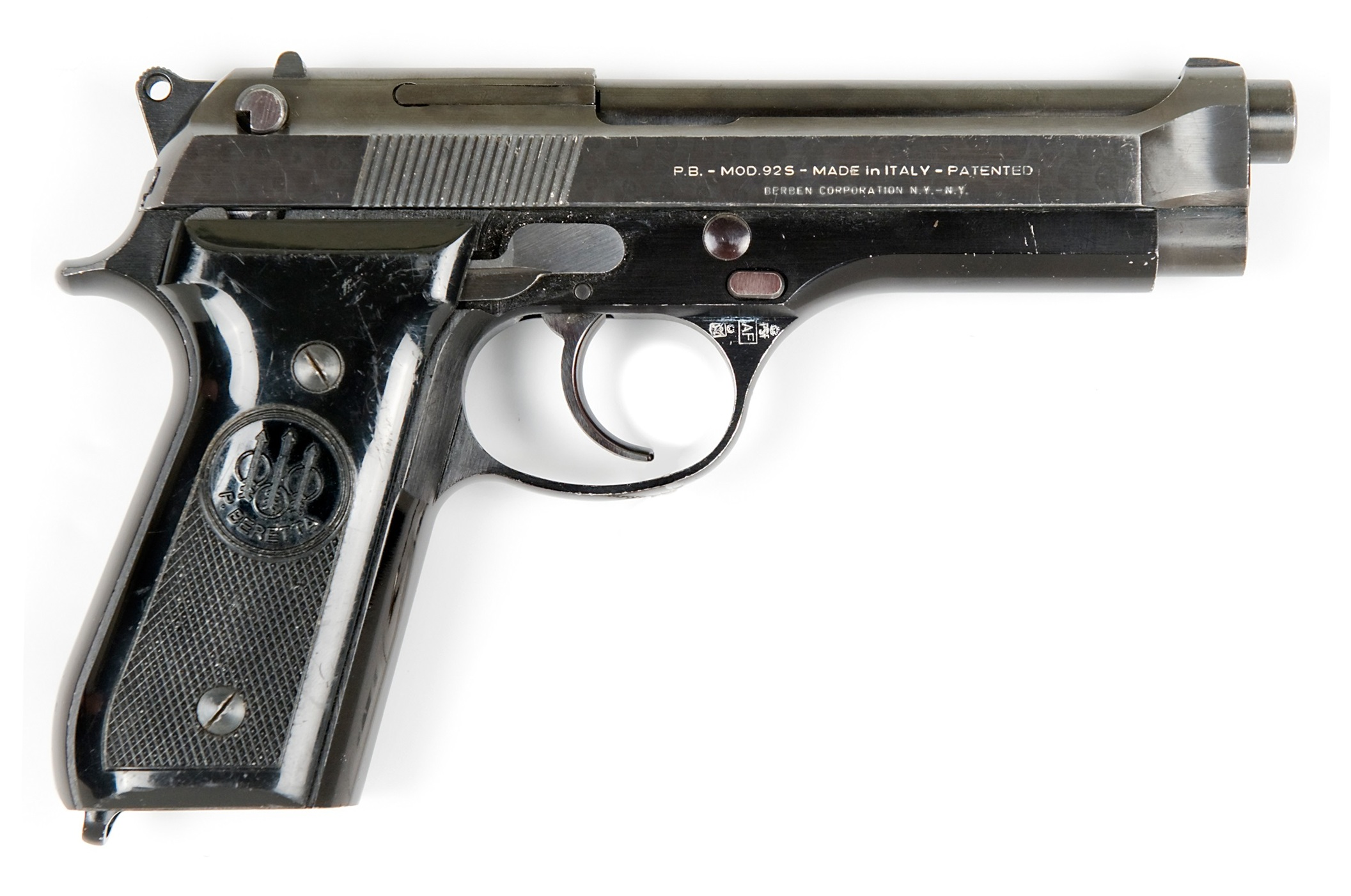
As primeiras pistolas foram produzidas na Itália; na foto uma Beretta 92 de produção italiana.

- Rifle automático: o primeiro rifle automático do mundo foi o italiano Cei-Rigotti
- Supremacia aérea: teorizada em 1921 pelo general Giulio Douhet com o livro "O Comando do Ar" ( "Il Dominio dell'Aria" ).
- O primeiro uso de aviões em guerra aérea, ataque aéreo, reconhecimento aéreo em uma guerra real ocorreu na Guerra Italo-Turca de 1911 com o Corpo Aéreo do Exército italiano realizando missões de reconhecimento de avião e bombardeando um campo turco em Ain Zara, Líbia[206]
- Estratégia fabiana: Uma estratégia de guerra de guerrilha, primeiramente implantada por Quintus Fabius Maximus "Cunctator" em 217 aC[207]
- Mergulhadores de combate - Os primeiros mergulhadores modernos foram os italianos do Comando de Mergulhadores de Combate na Segunda Guerra Mundial.
- Infantaria de marinha como conceito moderno de tropas armadas para defender navios em combate, repelir motins e realizar desembarques militares organizados foram criados no vice-reino de Nápoles em 1537, pelo rei Carlos I da Espanha na Companias Viejas do Mar de Nápoles, e posteriormente na República de Veneza Fanti da mar em 1550. Sua herança é mantida pelas tropas de elite italianas do Regimento San Marco .
- Guerra de montanha com a criação das tropas Alpini em 1872.
- A primeira queda de Paraquedistas militares foi realizada pela Itália em novembro de 1927
- Galeão: tipo de navio inventado no início do século 16 pelos venezianos e que depois se espalhou para a Península Ibérica.[208]
- Tropas de montanha, como um conceito moderno de tropas especializadas em conduzir guerra nas montanhas; criado em 1872, quando as primeiras 15 companhias Alpini foram oficialmente criadas pelo Decreto Real n. 1056, 15 de outubro de 1872, do Reino da Itália
- Pistola, As primeiras armas de mão foram criadas na cidade de Pistoia volta de 1540.[209]
- Estilete: um tipo de adaga estreita que apareceu na Idade Média
- Fortificação abaluartada: desenvolvida durante o século XV em resposta as forças francesas nas Guerras Italianas

## Tecnologia geral

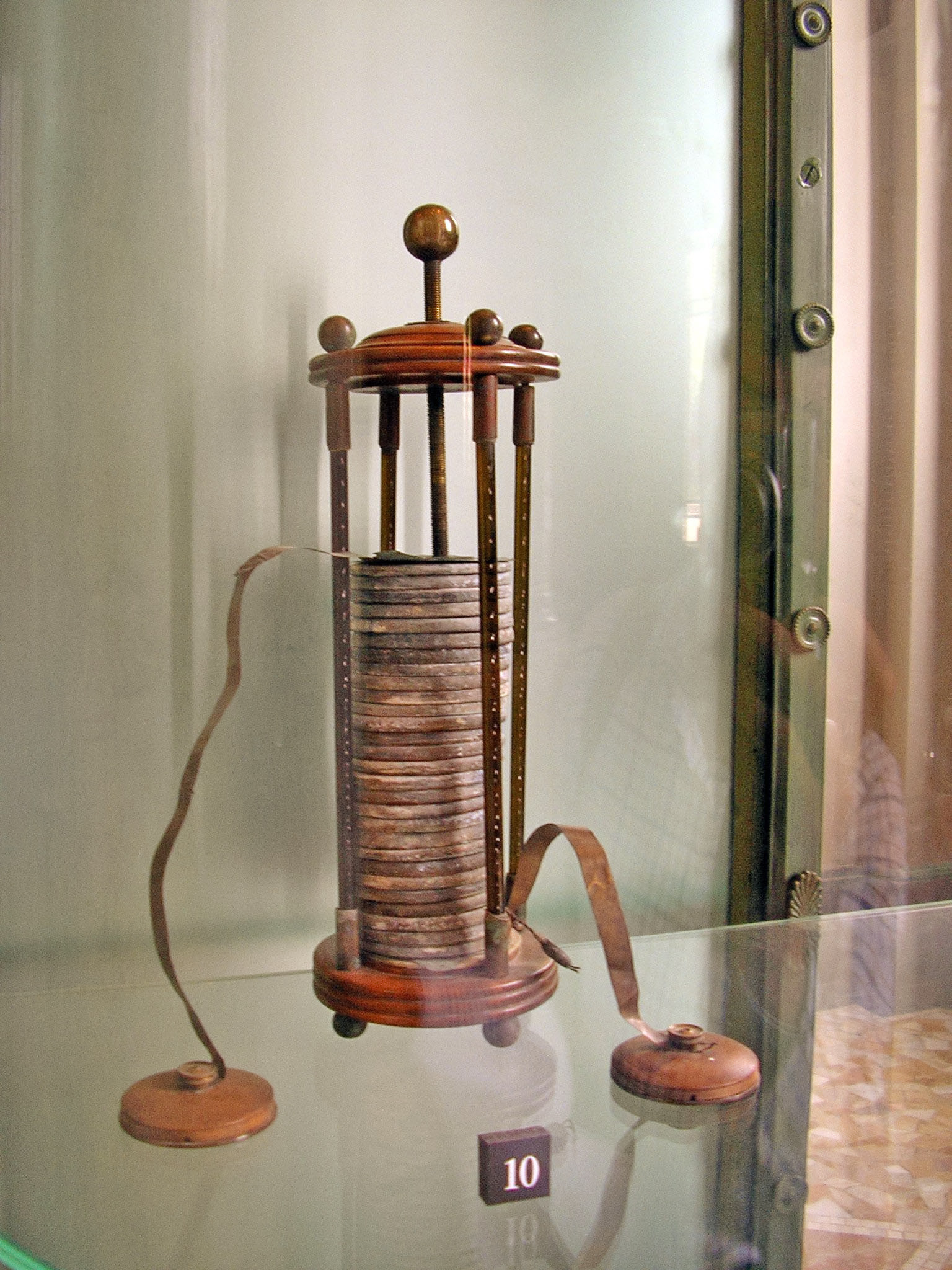
Pilha de Volta

- Pilha voltaica:a primeira pilha elétrica do mundo, criada por Alessandro Volta[210]
- Energia geotérmica:A primeira usina geotérmica para a geração eletricidade foi criada em 1904 em Larderello na região da Toscana, na Itália por Piero Ginori Conti.[211][212]
- D-Shape uma nova impressora 3D capaz de imprimir edifícios inteiros, inventada em 2004 por Enrico Dini[213]
- e.DO o primeiro robô pessoal[214]
- Catalisador de energia um dispositivo de fusão a frio inventado por Andrea Rossi e premiado com uma patente italiana (# 0001387256) e também com a patente dos EUA 9.115.913.
- Máquina de café expresso: primeiro protótipo inventado por Angelo Moriondo em 1884 em Turim.[215]
- Máquina de café expresso (modelo movido a pistão) inventada por Achille Gaggia em 1945.[216]
- Helicóptero Forlanini - primeiro helicóptero motorizado. Um helicóptero movido a vapor que voou pela primeira vez em 1877, projetado por Enrico Forlanini em Milão.
- Cafeteira moka
- Motor de indução Inventado por Galileo Ferraris (Nikola Tesla desenvolveu uma invenção similar na mesma época)[217][218][219][220][221][222]
- LARES: um satélite desenvolvido na Itália e lançado em 2012
- Antena monopolar inventada por Guglielmo Marconi em 1895.
- Pantelégrafo, um dispositivo para transmissão telegráfica de escrita e desenho inventado por Giovanni Caselli . O serviço comercial começou em 1865. Foi a primeira máquina de fax funcional a entrar em serviço comercial[223]
- Paraquedas: remonta à Itália renascentista[44]
- Radio: desenvolvido como meio de comunicação por Guglielmo Marconi em 1895
- Toffoli gate um portão universal de lógica reversível inventado por Tommaso Toffoli
- San Marco 1: Fazendo da Itália o terceiro país, depois que a União Soviética e os Estados Unidos, a lançar com sucesso um satélite, em 1964
- Vega: foguete no qual a Itália teve a liderança neste programa (65%), que produziu um vetor extremamente rápido para colocar cargas leves em órbita. O primeiro lançamento foi em 2012.
- Vespa Em 23 de abril de 1946, às 12 horas no escritório central de invenções, modelos e marcas do Ministério da Indústria e Comércio em Florença, Piaggio e C S.p.A criou uma patente para uma "motocicleta com uma complexidade racional de órgãos e elementos combinada com uma armação com guarda-lamas e um invólucro cobrindo toda a parte mecânica". Este projeto tornou-se um dos motoscooters mais populares em todo o mundo e ainda está em produção.
- Balança de Pesagem Hidrostática de Galileo é um dispositivo de medição de peso que utiliza contraforça hidráulica de um líquido, geralmente água ou óleo, para determinar o peso de um objeto sob o princípio de Arquimedes. Atualmente é usado principalmente em balanças hidráulicas. Seus princípios de funcionamento foram descritos pela primeira vez por Galileo Galilei em 1586.
- Pilha de Zamboni: bateria elétrica primitiva[224]
- Catalisador Ziegler-Natta: catalisador para produzir polímeros co-inventados por Giulio Natta[225]

## Miscelânea

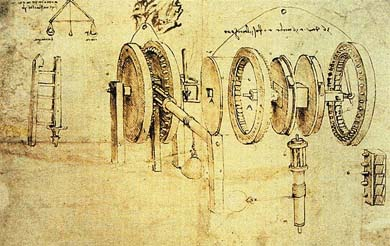
Vista explodida por Leonardo da Vinci

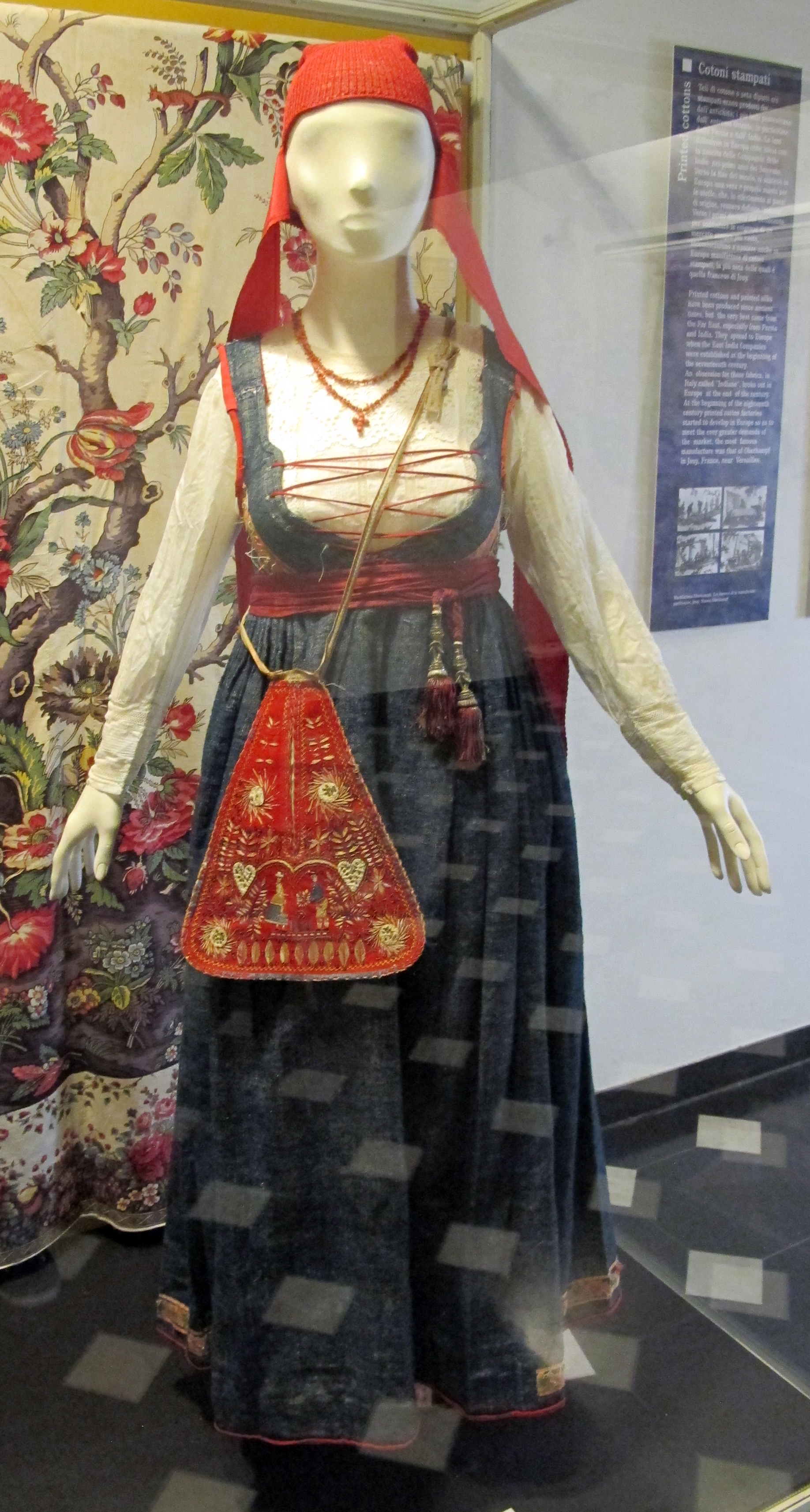
Vestido tradicional genovês feminino feito em jeans da década de 1890. Palazzo Spinola di Pellicceria, Gênova, Itália.

- Desenho técnico por Marino di Jacopo[44]
- Vista explodida[226]
- Papel carbono Inventado por Pellegrino Turri em 1806[227]
- Desenho técnico[44]
- Taquigrafia: primeira forma de taquigrafia foram as notas tironianas, criadas por Marco Túlio Tirão.[228]
- Bomba Centrífuga: a primeira máquina que poderia ser caracterizada como uma bomba centrífuga foi uma máquina de elevação de lamas que surgiu em 1475, em um tratado do engenheiro renascentista italiano Francesco di Giorgio Martini.[229]
- Códice, o precursor dos livros modernos, inventado durante os tempos romanos[230]
- Dipleidoscópio inventado por Giovan Battista Amici.[231]
- Água-de-colônia (perfume) desenvolvido por Johann Maria Farina em 1709[232]
- Alfabeto latino: derivado do alfabeto grego; tornou-se a base de muitas línguas em todo o mundo
- Milha: uma unidade de distância baseada na distância percorrida em 1.000 passos por um legionário romano.
- Marco quilométrico, romanos surgiram com esta invenção para medir as distâncias das estradas.
- Jacuzzi Spa, inventado por Candido Jacuzzi
- Técnica de cultivo de ostras: por Sérgio Orata[233]
- Jornal: o primeiro jornal começou a circular em Veneza em 1563
- Pedalinho, projetado pela primeira vez por Leonardo da Vinci na década de 1490[234]
- Alfabeto Rúnico: o alfabeto rúnico foi baseado nas antigas escritas itálicas .
- Máquina de escrever - as primeiras versões foram desenvolvidas na Itália logo após 1800
- Academia de Ciências A primeira sociedade científica foi a Academia Secretorum Naturae fundada em Nápoles em 1560 pelo polímata Giambattista della Porta[235]
- Jeans: originários da cidade de Gênova (daí o nome)
- Marca d'água Esta inovação medieval foi introduzida pela primeira vez em Fabriano, na Itália, em 1282.
- Terra sigillata: forma de cerâmica romana antiga.